# شهرستان اتوواه (آلاباما)
شهرستان اتوواه، آلاباما (به انگلیسی: Etowah County, Alabama) شهرستانی در ایالات متحده آمریکا است که در آلاباما واقع شده‌است.

## خصوصیات
شهرستان اتوواه ۱٬۴۲۱٫۹۱ کیلومترمربع مساحت دارد.